# Tempête de neige de la mi-mars 2017 dans l'est de l'Amérique du Nord
La tempête de neige de la mi-mars 2017 dans l'est de l'Amérique du Nord est un cyclone extratropical de type tempêtes du Cap Hatteras qui a frappé l'est du continent entre le 11 et le 16 mars 2017. Ce blizzard de fin de saison, appelé Stella par le Weather Channel aux États-Unis, a laissé jusqu'à 147 cm dans le nord-est des États-Unis et dans l'est du Canada. Ses vents du nord-est ont atteint la force de vent d'ouragan par endroits. Au moins huit personnes ont perdu la vie et des accidents routiers spectaculaires ont eu lieu et elle fut comparée au Québec à la tempête dite « du siècle » de mars 1971.
Avant la tempête, des avertissements de blizzard ou de tempête hivernales furent émis pour plusieurs États américains et provinces canadiennes. Les autorités avaient déployés des équipages pour dégager les routes, les populations furent averties de limiter leurs déplacements à travers les deux pays, il y eut de nombreuses annulations de vols dans la plupart des grands aéroports de la zone visée.
La neige modérée à forte a débuté sur le Midwest les 11 et 12 mars avant d'atteindre la vallée de l'Ohio le lendemain. Le 13 mars, elle frappait l'extrême sud de l'Ontario, atteignait le sud du Québec et la Nouvelle-Angleterre le 14 mars en fin de journée et les provinces de l'Atlantique du Canada et l'est du Québec les 15 au 16 mars. Partout, la vie normale fut fortement perturbée avec des pannes de courants, des rues et routes recouvertes d'une épaisse couche de neige et des congères énormes. Accessoirement, dans le secteur chaud du système, trois faibles tornades ont frappé la Floride.
Cette tempête fut classée parmi les dix événements météorologiques les plus marquants au Canada en 2017, qualifiée de « nouvelle tempête du siècle au Canada » par le Service météorologique du Canada.

## Évolution météorologique

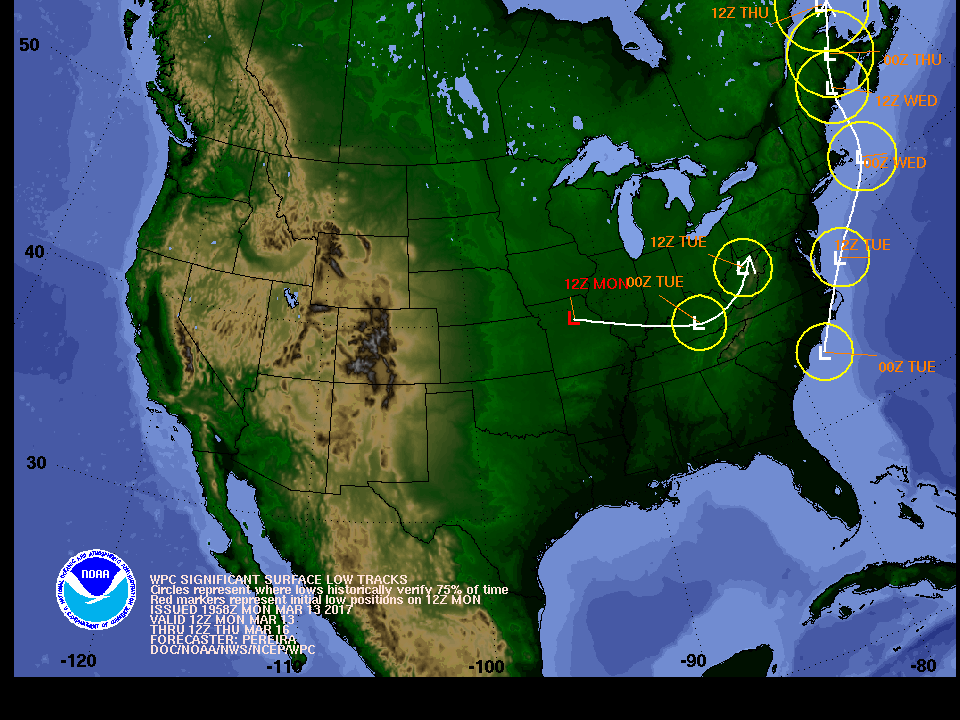
Carte météorologique du 13 mars du déplacement prévu de la tempête avec une dépression dans le Midwest et une reformation côtière.

Une boucle des échos sur le radar météorologique à HAE, (13 UTC), le 14 mars.

Le 11 mars, un cyclone extratropical a commencé à affecter les régions du nord-ouest des États-Unis ainsi que la Colombie-Britannique au Canada. Son énergie servit à développer un clipper albertain qui se déplaça rapidement à travers le Midwest le 12 mars, laissant de 7 à 15 cm de neige le long de sa trajectoire vers le sud des Grands Lacs.
Le 13 mars à 15 h UTC, le Weather Prediction Center a commencé à émettre des bulletin de tempête alors que le système était situé à l'ouest-nord-ouest de Saint-Louis (Missouri). Ce même jour, une faible dépression secondaire s'est formé dans le golfe du Mexique et dériva vers le nord-est contribuant à injecter l'humidité de l'océan depuis Floride et vers la vallée de l'Ohio,.
À 21 UTC cette nuit-là, une nouvelle dépression s'est développée au large de la côte de la Géorgie avec une pression centrale de 1 010 hPa. Ce développement côtier devint la partie dominant du système dépressionnaire formant une tempête du cap Hatteras en se creusant  rapidement alors qu'elle se déplaçait parallèlement à la côte-est des États-Unis. La pression centrale tomba à 986 hPa à 15 h UTC le 14 mars alors qu'elle se trouvait juste au large du Maryland. La tempête continua de s'intensifier alors qu'elle dérivait vers le nord-est en direction de Long Island, produisant une vaste zone de neige avec des taux d'accumulation plus élevés à travers le Connecticut, le nord de l'État de New York, la plupart de la Nouvelle-Angleterre et l'extrême sud de l'Ontario.
La tempête a par la suite atteint son intensité maximale de 974 hPa tout juste à l'intérieur de Long Island. À 20 h UTC, la neige et les vents forts débutaient sur le sud-ouest du Québec. Le système a ensuite traversé le sud du Québec et atteint le golfe du Saint-Laurent le 15 mars au soir, donnant des chutes de neige de 40 à 80 cm et des vents jusqu'à 120 km lors de son passage,. Finalement, la tempête est allée se perdre dans la mer du Labrador.

## Impact
| État/Province | Nombre de décès | Réf.   |
| ------------- | --------------- | ------ |
| Connecticut   | 1               | [ 10 ] |
| New York      | 6               | [ 11 ] |
| Pennsylvanie  | 3               | [ 12 ] |
| Ontario       | 1               | [ 9 ]  |
| Québec        | 6 ou 7          | ,      |
| Wisconsin     | 2               | [ 14 ] |

### États-Unis

#### Nouvelle-Angleterre

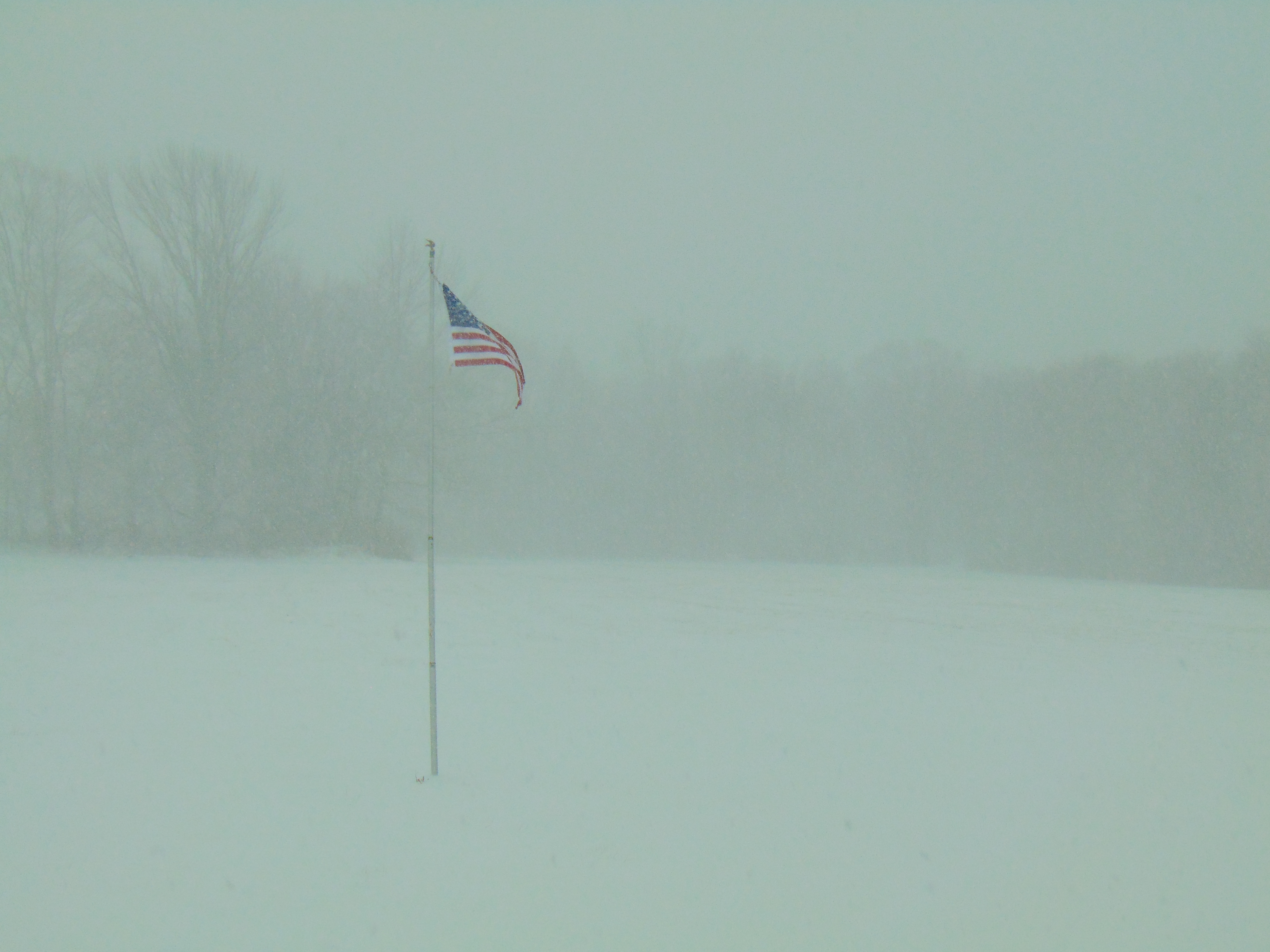
Conditions de blizzard au Connecticut.

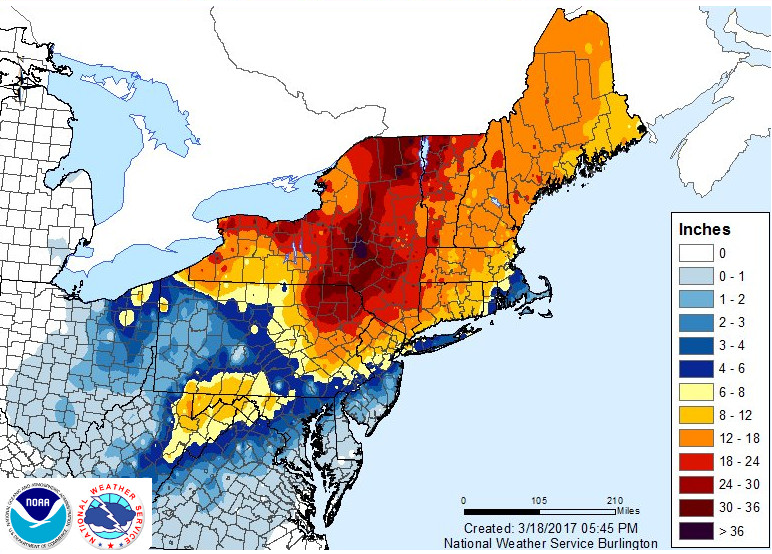
Carte d'accumulations du 14 au 16 mars aux États-Unis avec un maximum de 123 cm à Hartwick, Comté d'Otsego (New York) et 147 cm à Bolton Valley, Vermont (1 pouce = 2.54 cm).

La majeure partie de la neige est tombée le 13 et s'est terminée sur la plupart des régions dans la nuit au 14 mars dans les États les plus au sud et en matinée du 14 pour ceux au nord. Des rafales de vent d'ouragan de 127 km/h ont été enregistrées à Wellfleet (Massachusetts) et à 124 km/h à Plum Island. Au Connecticut, un homme est mort à East Hartford après avoir été frappé par un chasse-neige. 1 700 clients furent privés d'électricité pendant la tempête.
Le Maine, le Vermont et le New Hampshire ont connu des conditions de blizzard sur la plus grande partie de leur territoire. Les vents de forts à violents ont causé des milliers de pannes de courant et les accumulations de 30 à 60 cm furent généralisées, Les taux d'accumulations allant jusqu'à 7 cm par heure ont paralysé la circulation et le maximum laissé au sol fut de 147 cm à Bolton Valley, Vermont. Des rafales maximales de 206 à 222 km/h furent enregistrées au sommet du Mont Washington (New Hampshire), un des endroits les plus venteux au monde,,.

#### États du mid-Atlantique
La neige est tombée les 13 et 14 mars sur les États du Mid-Atlantic. La neige la plus intense a frappé l'État de New York le 14 mars, en particulier la région des montagnes Catskill. Cependant, l'avertissement de blizzard pour la ville de New York et l'extrême sud de l'État fut annulé tôt dans la matinée alors que la neige s'est transformée en pluie ou pluie verglaçante. Six décès furent rapportés dans l'État : 3 dus à des chutes, deux lors d'un incendie dans la banlieue de Rochester causé par l'utilisation d'un générateur électrique et un dernier dans un accident routier,.
Au New Jersey, le gouverneur Chris Christie a déclaré le 13 mars que l'état d'urgence restait en vigueur en raison de la tempête, exhortant les automobilistes à rester en dehors des routes. Près de 30 000 habitants ont perdu l'électricité, surtout dans le sud du New Jersey. Les transports furent très touchés avec 84 % des vols annulés à l'aéroport international de Newark-Liberty. Les forts vents produisirent des vagues qui firent de l'érosion sur la côte atlantique
En Pennsylvanie, 40 000 personnes ont perdu le courant électrique pendant la tempête; les cours et les services publics furent suspendus et la circulation automobile fut grandement perturbée. Trois décès sont attribuables au mauvais temps dans l'État.

#### Ailleurs
La première phase du système a frappé le Midwest le 13 mars, donnant jusqu'à 40 cm de neige à certains endroits. Deux décès furent rapportés au Wisconsin. Sur le Sud-Est des États-Unis, il est tombé seulement une légère couche de neige au sud des Carolines le 13 mars.

#### Accumulations maximales par État
| État           | Ville               | Accum. (cm) |
| -------------- | ------------------- | ----------- |
| Illinois       | Colona              | 15          |
| Indiana        | Cedar Lake          | 8           |
| Iowa           | Ringsted            | 33          |
| Michigan       | Oscoda              | 20          |
| Minnesota      | Duluth              | 33          |
| Dakota du Nord | New Town/ Williston | 10          |
| Dakota du Sud  | Watertown           | 25          |
| Wisconsin      | Newburg             | 40          |
| Arkansas       | Cave City           | 13          |

| État                 | Ville         | Accum. (cm) |
| -------------------- | ------------- | ----------- |
| Tennessee            | Paris         | 11          |
| Caroline du Sud      | Pageland      | 9           |
| Caroline du Nord     | Bakersville   | 14          |
| Kentucky             | Hebron        | 2           |
| Virginie occidentale | Great Cacapon | 30          |
| Virginie             | Winchester    | 23          |

| État          | Ville              | Accum. (cm) |
| ------------- | ------------------ | ----------- |
| Pennsylvanie  | Susquehanna        | 82          |
| Delaware      | Pike Creek         | 11          |
| Maryland      | Mountain Lake Park | 33          |
| DC            | Zoo National       | 8           |
| New York      | Hartwick           | 123         |
| Connecticut   | Middletown         | 53          |
| New Jersey    | Vernon             | 51          |
| Massachusetts | Williamstown       | 48          |
| Rhode Island  | Burrillville       | 33          |
| New Hampshire | Nottingham         | 48          |
| Maine         | Bridgton           | 53          |
| Vermont       | Bolton Valley      | 147         |

Sources : National Weather Service,,,,,,,,,,,,

### Canada

Accumulations de neige du 14 au 16 mars 2017 au Canada en centimètres.

Au Canada, la tempête fit au moins six morts, dont cinq au Québec. L'extrême est de l'Ontario, le Québec et les provinces de l'Atlantique furent affecté par la neige et les vents violents. Les accumulations les plus importantes, entre 60 et 80 cm, se retrouvèrent dans le long du fleuve Saint-Laurent entre Kingston (Ontario) et la ville de Québec, incluant Montréal et l'Estrie-Beauce. Les routes, devenues impraticables, furent fermées de Québec vers la Gaspésie et vers la Côte-Nord, les écoles furent fermées, les pannes de courants furent nombreuses et le fleuve Saint-Laurent est même sorti de son lit dans la région de Québec, en particulier dans le Vieux-Québec.

#### Ontario
La tempête a affecté les régions ontariennes près des lacs Ontario et Érié, incluant Toronto dès la nuit du 13 au 14 mars. Une série d'accidents sur l'autoroute 401 dans l'est de la province a fait 1 mort et 34 blessés,. L'autoroute fut fermées par l'un de ceux-ci dans les deux directions dans le secteur des Mille-Îles car l'un des véhicules impliqués contenait des produits chimiques.

#### Québec

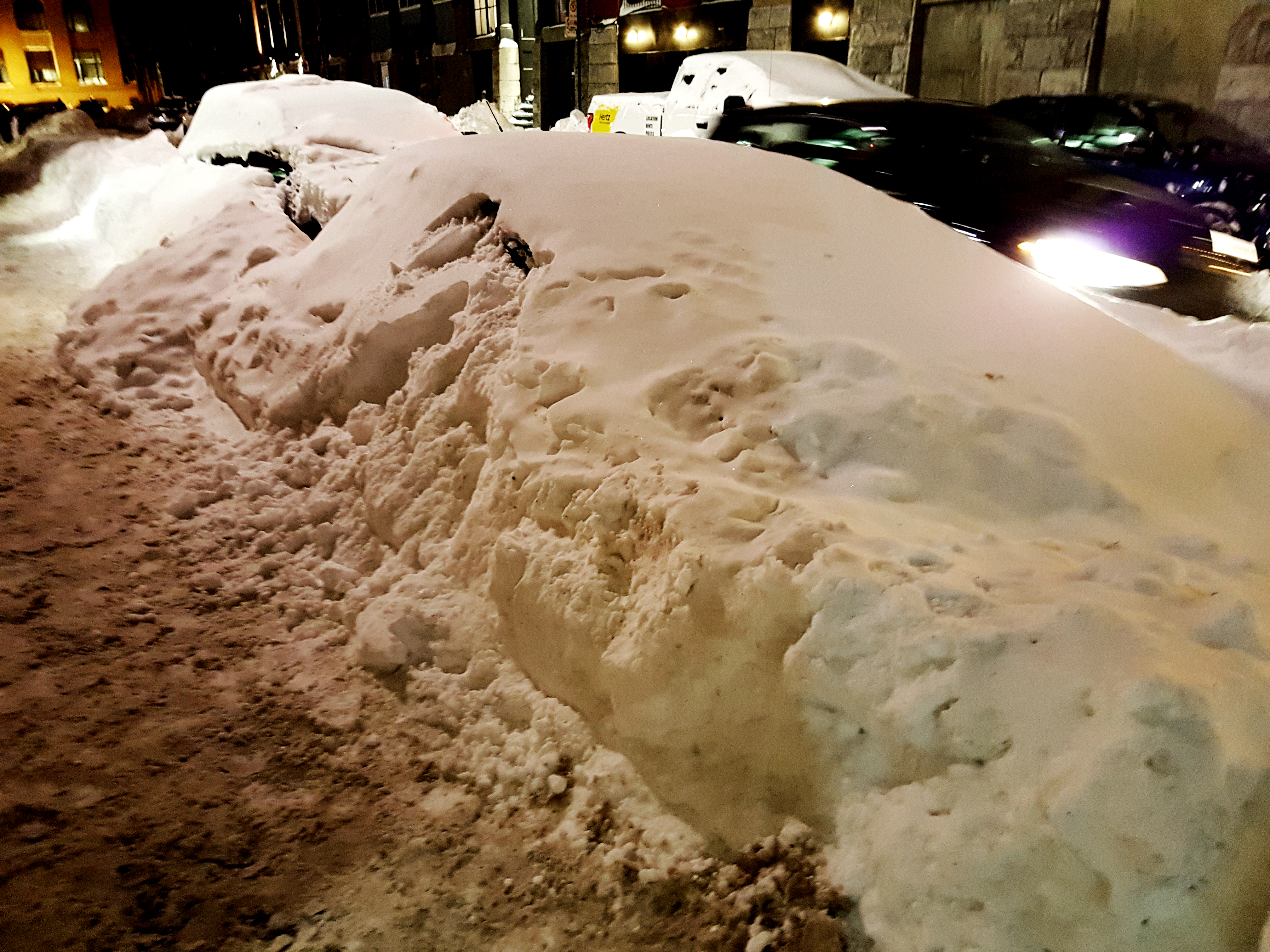
Autos ensevelies sous la neige à Montréal, Québec.

La région de Montréal a reçu entre 40 et 45 cm de neige, la Montérégie et les Bois-Francs jusqu'à 80 cm, l’Estrie de 50 à 70 cm, Mauricie une trentaine, la région de Québec plus de 30 cm, l'est du Québec de 20 à 40 cm,. Dans la région de Québec, des milliers de foyers furent privés de courant et le fleuve Saint-Laurent est sorti de son lit, forçant la fermeture du boulevard Champlain et de la rue Dalhousie dans le secteur du quartier Petit Champlain et du boulevard Sainte-Anne près de la chute Montmorency. Des riverains de Cap-Rouge et  de Lévis, ont également vu l'eau envahir la rive. Le service de traversiers entre Québec et Lévis fut interrompu. Dans l'Est du Québec, la municipalité de Saint-Fabien, entre Rivière-du-Loup et Rimouski, a décrété l'état d'urgence.
La neige a causé des carambolages sur l'autoroute 20 et l'autoroute 10 dès la mi-journée du 14 mars dans le sud du Québec. Un camionneur est décédé dans un des accidents à Saint-Zotique, en Montérégie. Sur l'autoroute 55, un automobiliste s'est tué dans un accident à Saint-Wenceslas, dans le Centre-du-Québec. L'important carambolage entre une cinquantaine de véhicules sur l'autoroute 10, à la hauteur de Deauville en Estrie, n'a fait aucun blessé grave. Des motoneigistes durent aller à la rescousse des automobilistes prisonniers de leur véhicule dans ces accidents.
Le 15 mars, trois personnes furent retrouvés mortes dans Chaudière-Appalaches : deux hommes sont morts d'asphyxie dans leur auto enlisée dans la neige à Saint-Pierre-de-la-Rivière-du-Sud, près de Montmagny, après avoir passé plus de huit heures dans leur véhicule avant que les secours leur arrive, et un piéton dans la cinquantaine fut happé par une déneigeuse à Saint-Anselme.
À Montréal, l'autoroute 13 fut complètement fermée le 14 mars au soir après l'embardée de deux camions. À cause d'un problème de coordination entre les divers intervenants (Sûreté du Québec, ministère des transports du Québec et déneigeurs), 300 automobilistes passèrent la nuit dans leur véhicule sur cette autoroute sur l'ouest de l'île de Montréal, en plein milieu urbain. Ce cafouillage a créé une crise importante pour le gouvernement du Québec, le premier ministre Philippe Couillard ainsi que les ministres Laurent Lessard et Martin Coiteux des ministères concernés qui ont subi les foudres de la population et des partis d'opposition (voir Controverses). Un homme, âgé d'une soixantaine d'années, fut retrouvé mort dans sa voiture ensevelie de neige le 15 mars en après-midi dans le quartier Rosemont de Montréal mais les circonstances de sa mort demeurent inconnues. Le même jour, un homme de 88 ans fut également retrouvé sans vie dans un véhicule dans l'arrondissement de LaSalle, victime d'un malaise en déneigeant.
Un nombre exceptionnel de routes furent fermées, notamment : l'autoroute 20 de Lévis à Rimouski, la route 132 de Lévis et jusqu'à Gaspé, la route 185 dans le Témiscouata, la route 138 entre Québec et Natashquan, la route 381 dans Charlevoix  et la route 172 dans le bas Saguenay. Les transports en commun furent perturbés par la tempête, nombre d'autobus se sont embourbés dans la neige et bien des chauffeurs n'ont pu rentrer au travail le 15 mars. La majorité des vols furent retardés ou annulés dans les aéroports de Montréal et de Québec.

#### Provinces atlantiques
Au Nouveau-Brunswick, la neige a commencé à tomber en fin d'après-midi le 14 mars. La majeure partie de la province recevra de 20 à 30 cm de neige et l’Île-du-Prince-Édouard de 15 à 20 cm de neige. La tempête entraîna la fermeture d'écoles et l'Université de Moncton a annoncé qu'à partir de 18 h, toutes les activités étaient annulées sur le campus de Moncton. L'Organisation des mesures d'urgence signala qu'elle déconseillait aux automobilistes de prendre la route, la majorité du réseau étant enneigé avec visibilité nulle. En Nouvelle-Écosse, les conditions routières étaient similaires pour le centre et l'ouest de la province.
De nombreux vols furent annulés ou retardés dans les quatre provinces de l'Atlantique, les aéroports les plus touchés étant ceux d'Halifax et de Fredericton. Les départs des traversiers de Marine Atlantique prévus entre la Nouvelle-Écosse et Terre-Neuve furent reportés.

## Controverses

### Autoroute 13
Comme mentionné, la tempête a donné lieu à un cafouillage des opérations de déneigement et secours aux personnes prises sur certaines autoroutes du Québec. Selon la sécurité civile, la Sureté du Québec (SQ) et le ministère des Transports (MTQ), la chronologie des événements sur l'autoroute 13 est la suivante :
- Un accident impliquant deux camions remorques s'est produit vers 18 h 30 le 14 mars dans la direction sud bloquant la circulation, les chauffeurs auraient refusé d'être remorqués ;
- Une première téléconférence a été convoquée à 23 h 50 entre les intervenants mais le ministère des Transports du Québec n’aurait pas mentionné qu’il y avait des automobilistes coincés sur l’autoroute. Le Service de police de la ville de Montréal (SPVM) aurait suggéré la mise en place d'un centre intégré de commandement pour coordonner les activités sur le terrain, vu l'ampleur de la tempête. Mais la directrice de la sécurité civile jugea que ce n'était pas nécessaire ;
- À 1 h 40, une deuxième téléconférence a été convoquée par la sécurité civile de Montréal mais le MTQ était absent ;
- À 3 h 27, le Service incendie Montréal (SIM) reçoit l'appel de la Sûreté du Québec (SQ) pour savoir s'il a la capacité d'intervenir sur l'autoroute 13 pour évacuer les personnes coincées sur les lieux. La SQ informe à ce moment le SIM qu'il y a environ 300 véhicules immobilisés sur l'autoroute. Les pompiers de la caserne la plus près se sont rendus à l'autoroute pour évaluer les effectifs disponibles pour aider à évacuer des gens et pris la décision d'intervenir de leur propre initiative ;
- À 4 h 29, le SIM intervient sur l'autoroute 13 avec l'autorisation de la SQ ;
- À 5 h 8, trois véhicules supplémentaires furent envoyés, dont un autobus muni de toilettes et contenant des bouteilles d'eau et des couvertures, en plus d'une ambulance de manière préventive ;
- À 5 h 24, la décision est prise d’ouvrir un centre d’hébergement ;
- Les véhicules coincés furent remorqués en matinée de l'autoroute 13 sud qui fut ainsi fermée plus de 12 heures.

Le 15 mars, le premier ministre du Québec et ses ministres de la sécurité publique et du transport subirent un barrage de questions et de critiques de la part des journalistes et des partis d'opposition. Le premier ministre Philippe Couillard a même dû, chose rare, faire des excuses publiques pour les manquements et lancer une enquête publique par un commissaire indépendant. Deux policiers de la SQ, un lieutenant et un capitaine, chargés de ce secteur furent suspendus dans les jours suivants. Le travail des patrouilleurs sur le terrain n'a pas été remis en question, mais l'administration a jugé que les officiers n'avaient pas mis en marche assez tôt un plan d'assistance et d'évacuation. La sous-ministre des Transports fut assignée à d'autres fonctions et un des deux camionneurs fut arrêté, puis relâché, pour méfait et nuisance.
Un recours collectif fut lancé, visant la Sûreté du Québec, le gouvernement du Québec et la Ville de Montréal, pour dédommager les victimes de ce cafouillage. Le 20 mars, l'action en justice fut étendue aux automobilistes pris dans le bouchon sur l'autoroute 520 qui alimente la 13. La demande fut de 2 500 $CAN par sinistré, dont une réclamation de 500 $CAN pour des dommages exemplaires et punitifs. Des dommages matériels furent aussi demandés,variant selon ce que chaque personne a subi (d'essence utilisée durant l'attente, bris aux automobiles, pertes de rémunération ou de cargaison, etc.).
Un rapport de l'ancien sous-ministre des Transports et ex-patron de la SQ, Florent Gagné, rendu public le 19 mai, releva une cascade de failles qui ont conduit au dérapage et contenaient 28 recommandations. Le rapport montre surtout du doigt le Centre intégré de gestion de la circulation à Montréal qui depuis une grande salle de contrôle surveille la circulation sur les autoroutes avec une multitude d'écrans. Malgré les prévisions météorologiques, il fonctionnait avec un personnel régulier sans rapport avec l'ampleur de la tempête. Aucun gestionnaire ne se trouvait sur les lieux et alors que le standard téléphonique était saturé par des appels de demande d'aide, personne n'a songé à relayer l'urgence de la situation aux paliers supérieurs. À la Sûreté du Québec, une agente subalterne avait constaté la gravité de la situation, mais la directive transmise à ses supérieurs immédiats n'a pas eu de réponse et à Transports Québec, les gestionnaires intermédiaires n'ont pas été informés de la situation, même si on a constaté que la SQ avait fait plusieurs dizaines d'appels au ministère pour solliciter du déneigement.
Un autre rapport, dévoilé en octobre 2017, montre que même si d'importantes accumulations de neige et des vents forts étaient annoncés, le déneigeur Roxboro Excavation devant déneiger l'autoroute n'a utilisé que trois déneigeuses au cours de la journée du 14 mars et cinq en soirée, alors que son contrat exigeait durant toute la période hivernale d'en utiliser six au minimum. L'entrepreneur n'a sorti sa sixième déneigeuse qu'à 2 h du matin alors que la circulation était paralysée depuis des heures. Il a utilisé jusqu'à huit véhicules supplémentaires pour parvenir à libérer les automobilistes prisonniers des congères plus tard dans la nuit.

### Décès à Saint-Pierre-de-la-Rivière-du-Sud
La famille de Pierre Thibeault, l'un des deux hommes décédés dans le blizzard à Saint-Pierre-de-la-Rivière-du-Sud, songea à poursuivre la Sûreté du Québec et le ministère des Transports, pour ne pas avoir déployé les ressources nécessaires afin de venir en aide aux victimes. Le véhicule s'est enlisé mardi soir sur la rue principale et ils ont été retrouvés morts le lendemain, l'un à l'intérieur du véhicule. Un appel de détresse fut fait à 23 h 23 le 14 mars et deux motoneigistes tentèrent de se rendre sur les lieux sans succès. Aucune autre action ne fut prise avant le matin du 15 mars alors que l'automobile était sur la rue principale du village.